# Lafitte
Lafitte – miejscowość i gmina we Francji, w regionie Oksytania, w departamencie Tarn i Garonna.
Według danych na rok 1990 gminę zamieszkiwały 202 osoby, a gęstość zaludnienia wynosiła 43 osób/km² (wśród 3020 gmin regionu Midi-Pireneje Lafitte plasuje się na 861. miejscu pod względem liczby ludności, natomiast pod względem powierzchni na miejscu 1512.).